# Колонія для службовців (Рівне)

## Історія
Квартал для державних службовців у Рівному був збудований в рамках реалізації державної програми будівництва житла у східних воєводствах Другої Речі Посполитої. Такі квартали були запроєктовані для Луцька, Кременця, Ковеля, Костополя, Здолбунова, Каменя-Каширського, Любомля і Горохова у Волинському воєводстві.
До сьогодні в Рівному зберігся один 6-квартирний мурований будинок по вул. Пластовій, 30

## Архітектура
Стадія проєктування тривала впродовж 1924-25 років. 
Проєкт забудови кварталу для службовців у Рівному виконали варшавські архітектори Теодор Бурше і Ю.Крупа.
У 1925 р. будівництвом «колонії» була розпочата забудова району малоповерхової індивідуальної забудови у східній частині міста. При розплануванні було вдало використано особливості рельєфу – природного амфітеатру – для розташування житлових будинків. Площина нижньої тераси розпланована як громадський простір – просторий сквер з відкритим басейном і фонтаном на головній осі навпроти проєктованого будинку школи.
Для забудови було розроблено декілька типів житлових будинків: дерев'яні бараки, 1-, 2-квартирні дерев'яні, 1-, 2-, 4-, 6-квартирні муровані – для державних службовців різних рангів.
Стилістична прив’язка таких будинків до традиційної польської архітектури виражалась у інтерпретації теми «садибного» стилю («styl dwórkowy»), популярного в Польщі впродовж першої чверті ХХ століття.

## Галерея

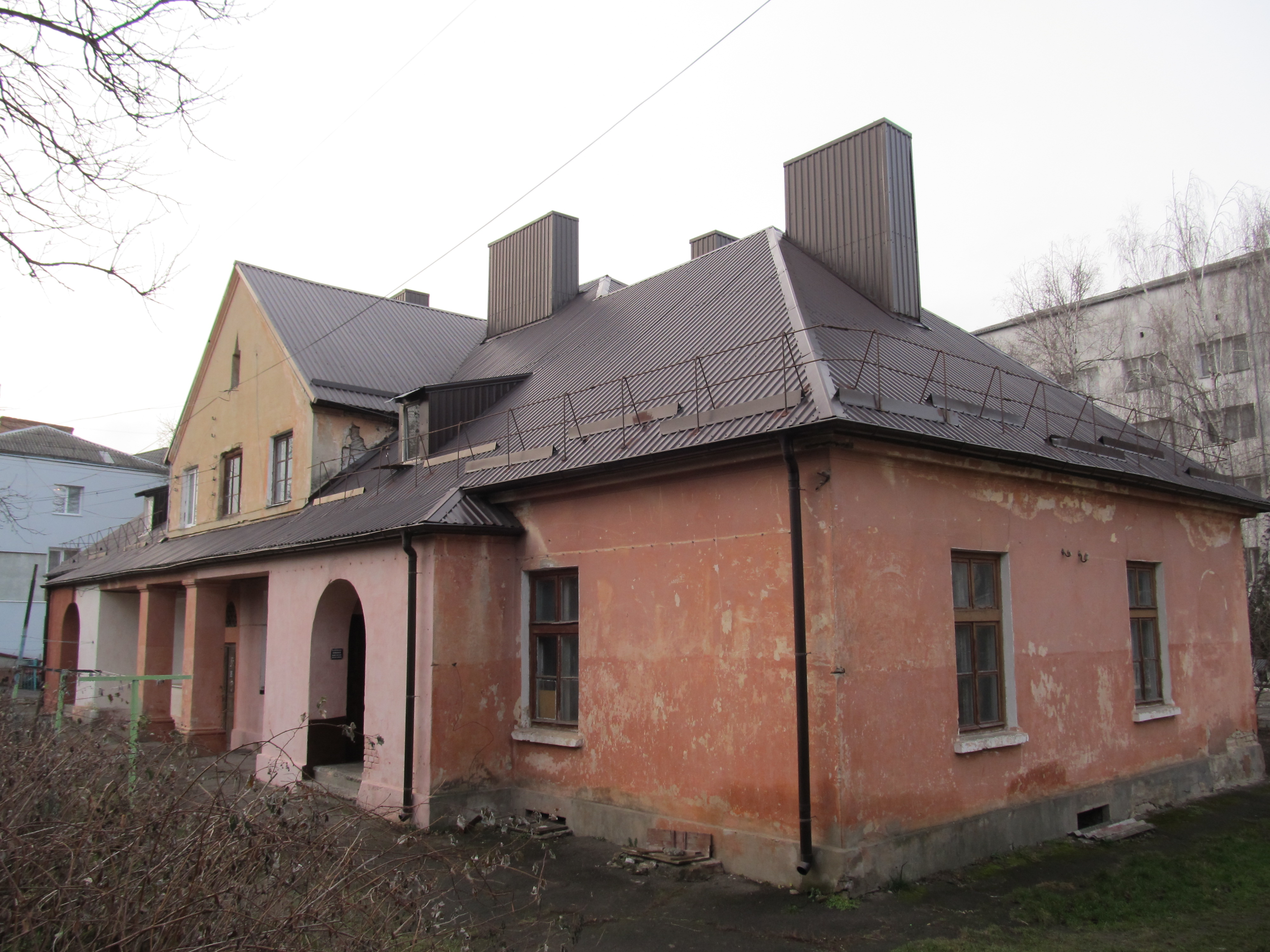
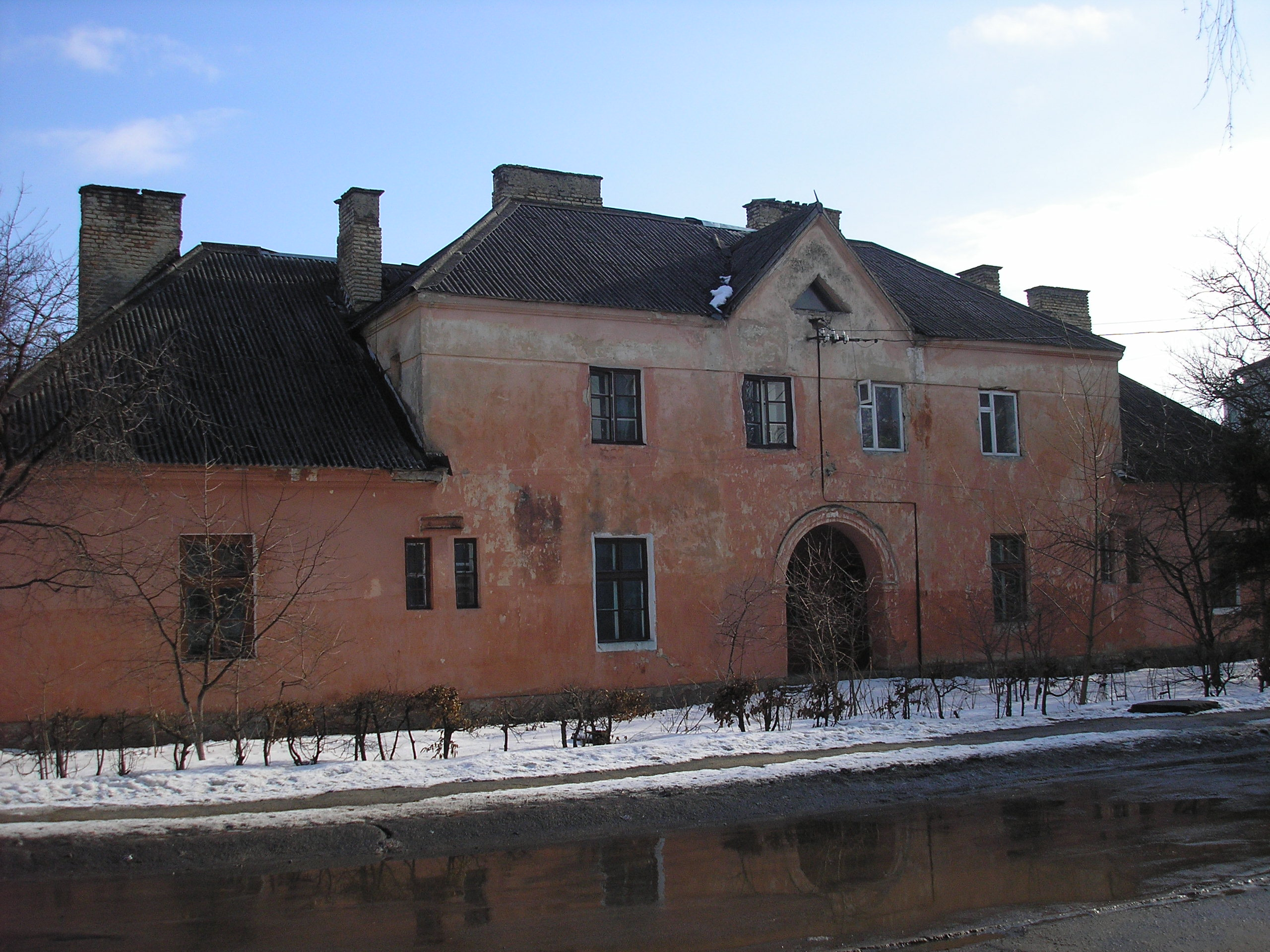
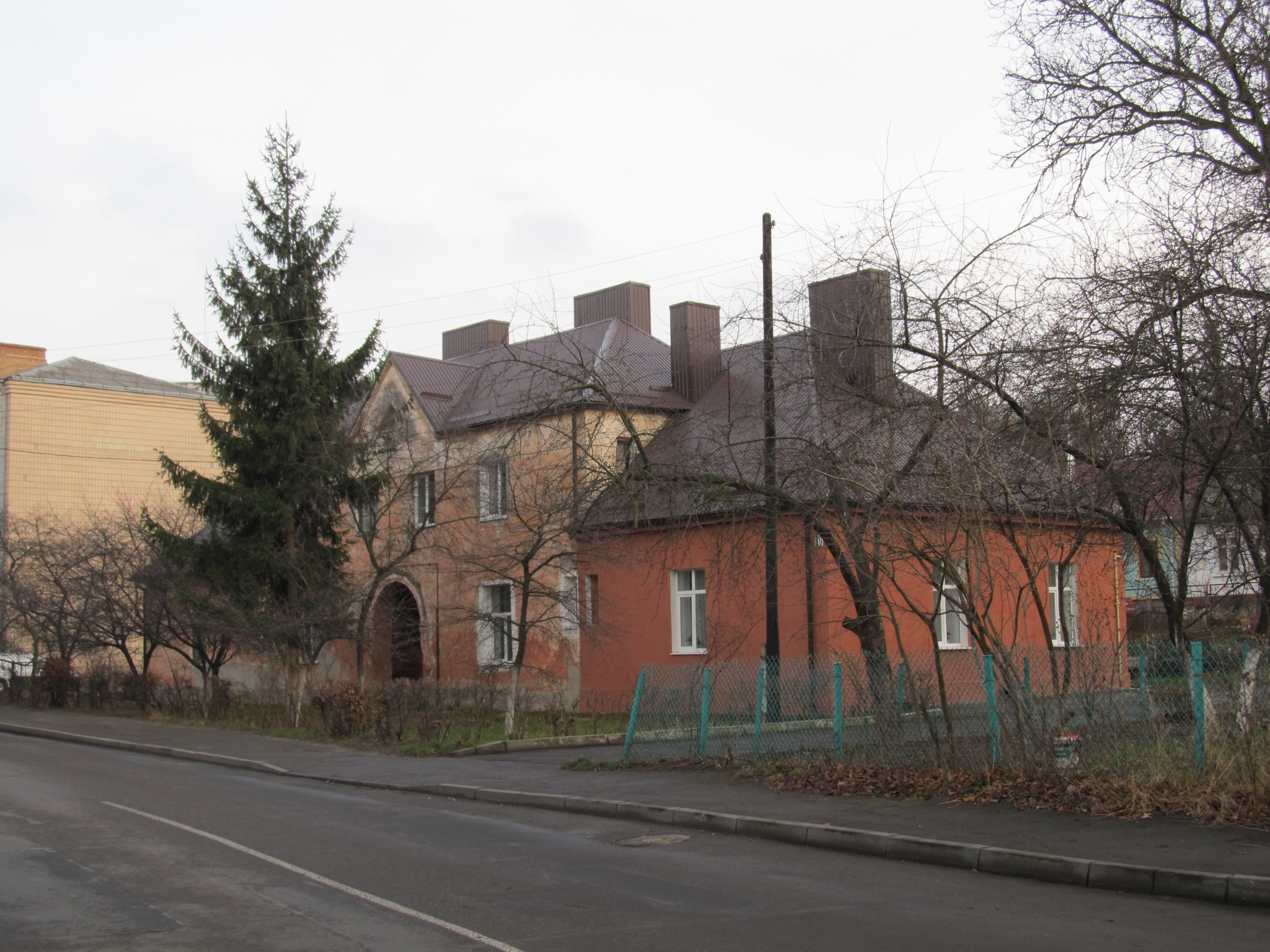